# Они не пройдут
«Они не пройдут» — советский фильм 1965 году режиссёра Зигфрида Кюна по автобиографической повести «Товарищ Ганс» Александра Рекемчука.

## Сюжет
Фильм снят по автобиографической повести Александра Рекемчука «Товарищ Ганс» — о харьковском мальчике и его отчиме — Ганс Иоганнович Нидерле, австриец-коммунист эмигрировавший в СССР, а потом уехавший танкистом на войну в Испанию. Название фильма — лозунг «No pasaran!».
1934 год. После подавления восстания рабочих-шуцбундовцев инженер Ганс Мюллер, антифашист, покидает Австрию и эмигрирует в СССР. Здесь Ганс находит вторую родину и свою любовь. Его отношения с Галиной складываются непросто, а её сын Санька мучительно переживает приход в дом чужого человека. К счастью, Ганс завоёвывает доверие мальчика. Когда начинается война в Испании, Ганс едет сражаться в рядах интербригады с нацистами.

В главной роли снимался Юрген Фрорип, очень известный гэдээровский актёр, красивый, похожий на товарища Ганса реального… первая актёрская работа Евгения Герасимова, он играл мальчика, то есть меня играл. Но меня фильм не удовлетворил. Там было полно документального материала, а я хотел рассказать историю своей семьи, о себе, о своем отчиме.— автор экранизируемой автобиографической повести Александр Рекемчук

## В ролях
- Юрген Фрорип — Ганс Мюллер
- Лидия Шпара — Галина Рымарева
- Сергей Столяров — Алексей Якимов
- Инна Макарова — Софья Якимова
- Евгений Герасимов — Санька Рымарев, младший возраст
- Витя Глазков — Санька Рымарев, старший возраст
- Лида Волкова — Таня Якимова, младший возраст
- Элла Романова — Таня Якимова, старший возраст
- Хеленд Пеэп — Карл Рауш
- Ирина Прейс — Эльза Рауш
- Николай Погодин — Василий
- Пётр Алейников — старик у костра
- Зинаида Воркуль — дежурная по станции
- Александра Данилова — женщина в очереди
- Зоя Исаева — учительница
- Юрий Киреев — таксист
- Елена Максимова — пассажирка трамвая
- Фёдор Корчагин — старик
- Анна Павлова — соседка
- Эрвин Кнаусмюллер — генсек австрийской компартии
- Зана Занони — эпизод
- Клара Румянова — эпизод
- Галина Самохина — эпизод
- Вера Бурлакова — эпизод
- Маргарита Жарова — эпизод
- Инна Фёдорова — эпизод
- Чеслав Сушкевич — эпизод

## Прокат
Премьера фильма состоялась в День Великой Октябрьской социалистической революции — 7 ноября 1965 года. В кинопрокате фильм посмотрели 16 000 000 зрителей.